# Breitinden
Breitinden (płn-saam. Reaiddaidčohkka) – góra w Norwegii, najwyższy szczyt na wyspie Senja w okręgu Troms og Finnmark. Wznosi się na wysokość 1001 m n.p.m.